# メルボルン (フロリダ州)
メルボルン（メルバーン、英: Melbourne、[ˈmɛlbərn]）は、アメリカ合衆国フロリダ州の東海岸、ブレバード郡の都市。人口は8万4678人（2020年）。広域ではパームベイ・メルボルン・タイタスビル都市圏を構成している。1969年、近くのオーガリーを併合することでメルボルンは大きくなった。
市名は、最初の郵便局長であり、オーストラリアのメルボルンで生涯の大半を過ごしたイギリス人、コーンスウェイト・ジョン・ヘクターの栄誉を称えて名付けられた。

## 歴史

### 人類の出現
更新世後期に、メルボルン地域にパレオ・インディアンが居たという証拠が1920年代に発見された。ハーバード大学の動物学者C・P・シングルトンがメルボルンから1.5マイル (2.4 km) のクレーン・クリーク沿いにある自分の敷地でマンモス (Mammuthus columbi) の骨を発見した。これをアマースト大学の古生物学者フレデリック・B・ルーミスのところに持ち込んで骨格を掘り出すことになった。ルーミスは「大きく粗い火打ち石の道具」と共に2匹目の象を見つけた。それは象のあばら骨の間にあった。ルーミスは同じ地層で、マンモス、マストドン、馬、ナマケモノ、バク、ペッカリー、ラクダ、剣歯虎の骨を見つけたが、これらは全て1万年前の更新世末にフロリダから居なくなっていた。その近くの遺跡では人間のあばら骨と炭が見つかり、他にマイロドン、メガロニクス、クラミテリウム（ナマケモノ）の歯が出てきた。これらと共に見つかった精巧に磨かれた槍先は新しい地層から出てきた可能性がある。1925年、メルボルンのゴルフコースに関心が移った。潰された人間の頭蓋と指、腕、脚の骨が馬の歯と共に見つかった。その骨を含んでいた地層の底からは人間が加工したと思われる象牙の破片が出てきた。その他、マストドンの骨の近くで槍先、クマ、ラクダ、マストドン、馬、バクの骨と共に亀の甲のスクレーパーと刃が出てきた。メルボルンから30マイル (50 km) 南のヴェロビーチでも同様な人類の遺骨、更新世の動物、パレオ・インディアンの人工物が見つかっており、10マイル (16 km) 南西にあるヘレン・ブレイズ湖でも類似したパレオ・インディアンの人工物が見つかっている。

### 開拓

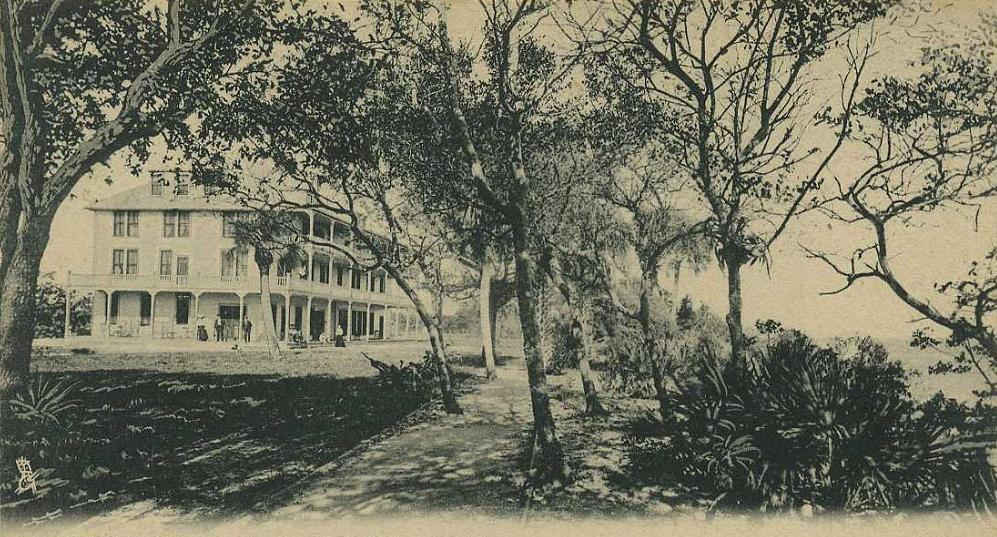
ホテル・カールトン、1907年頃

南北戦争後にパイオニアの家族が到着し、メルボルンの町は元奴隷達によって1867年に設立された。
最初の開拓者はリチャード・W・グッド、その父のジョン・グッド、コーンスウェイト・ジョン・ヘクター、ピーター・ライト船長、バラーム・アレン、トマス・メイソンだった。メルボルンの町は元「クレーン・クリーク」と呼ばれており、最初の郵便局長であり、オーストラリアのメルボルンで生涯の大半を過ごしてきたイギリス人、コーンスウェイト・ジョン・ヘクターの栄誉を称えてメルボルンに改名された。ヘクターは地域の多くの住民と共にメルボルン墓地に埋葬されている。最初の学校は1883年に建設され、現在はフロリダ工科大学が所有しており、そのキャンパスでは恒久的な展示物となっている。1885年までに人口70人になっていた。グレーター・アレン・チャペルのアフリカ人メソジスト・エピスコパル教会が1885年に設立され、現在も活動を続けている。
1890年代後半、ブラウンリー・マクスウェル葬儀場がオープンし、現在も営業を続けている。黒人が所有した最古の企業はタッカーのカットレイト水道工事である。1934年に開設された。
1900年代初期、家屋はフロリダ固有の枠組みで建設されることが多かった。
1942年後半、海軍メルボルン航空基地が設立され、第二次世界大戦のために新しく従軍した海軍と海兵隊のパイロットを訓練した。基地としての利用は1946年まで続けられ、その後は現在のメルボルン国際空港の大半を構成するものになっている。1969年オーガリー市とメルボルン市で合併のための住民投票が行われ、現在のメルボルン市が誕生した。

## 地理
メルボルン市はスペース・コーストの州間高速道路95号線沿い、オーランド市の南東約100キロメートルに位置している。ジャクソンビルとマイアミのほぼ中間にあたる。アメリカ合衆国国勢調査局に拠れば、市域全面積は39.6平方マイル (102.5 km2)であり、このうち陸地33.9平方マイル (87.7 km2)、水域は5.7平方マイル (14.8 km2)で水域率は14.42%である。
ブレバード・ドライブと名付けられた東西方向の道路が町の中心である。この通りを挿んで住所は「北」と「南」に分けられている。南北方向のバブコック通りが同様に東西の中心であり、住所は「東」と「西」に分けられる。
メルボルン・ビーチサイドはサウスビーチズ・バリア島にある小さな地域である。別の政体としてあるメルボルン・ビーチと混同されることが多い。

### 気候

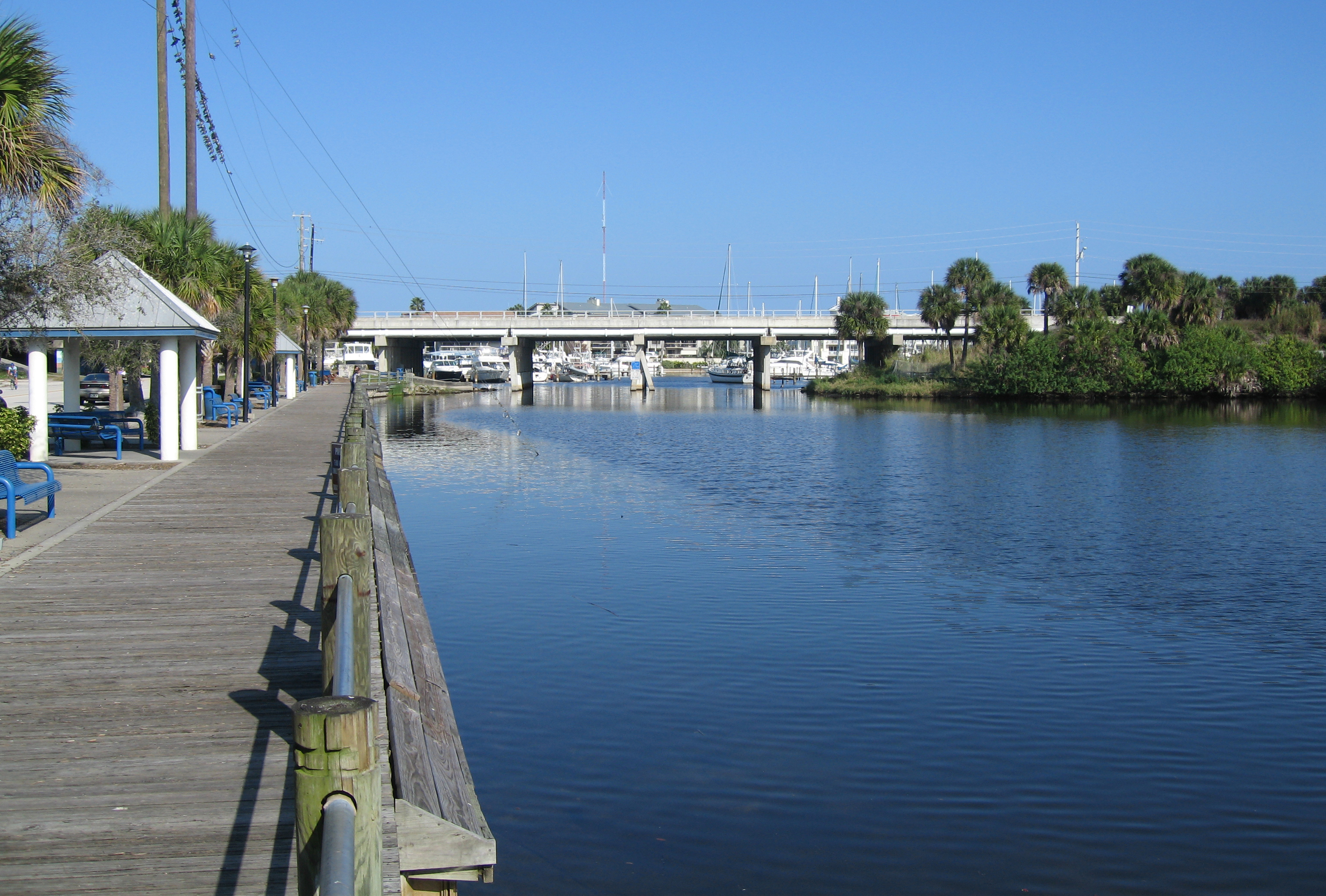
クレーン・クリーク

メルボルン市は温暖湿潤気候すなわちケッペンの気候区分では "Cfa" にある。メキシコ湾岸や大西洋岸南部の州と同様である。1年の8か月以上は50°F (10 ℃) 以上の平均気温であり、温帯から熱帯に移行する幅広い移行帯にある。年間日照時間は2,900時間である。熱帯性の季節は2つあり、5月から10月は暑く湿度が高い、11月から4月は温かく乾燥している。
年間降水量は49インチ (1,200 mm) あり、その多くは5月下旬から10月初旬の対流雷雨のときに降っている。2008年8月20日、熱帯低気圧フェイが18.21 インチ (463 mm) の雨を降らし、新記録となった。晩秋から春にかけては、そこそこからかなりの干ばつ状態になることがあり、山火事が起こったり、取水制限が課されたりする。メルボルン国際空港にある国立測候所では年2.9日の降霜を観測するが、市内や大西洋岸では1日も霜が降りない年が数年続くこともある。過去150年間で、降雪あるいはにわか雪が観測されたことは無い。
| メルボルン（1981年-2010年平均）の気候 | メルボルン（1981年-2010年平均）の気候 | メルボルン（1981年-2010年平均）の気候 | メルボルン（1981年-2010年平均）の気候 | メルボルン（1981年-2010年平均）の気候 | メルボルン（1981年-2010年平均）の気候 | メルボルン（1981年-2010年平均）の気候 | メルボルン（1981年-2010年平均）の気候 | メルボルン（1981年-2010年平均）の気候 | メルボルン（1981年-2010年平均）の気候 | メルボルン（1981年-2010年平均）の気候 | メルボルン（1981年-2010年平均）の気候 | メルボルン（1981年-2010年平均）の気候 | メルボルン（1981年-2010年平均）の気候 |
| 月                                    | 1月                                   | 2月                                   | 3月                                   | 4月                                   | 5月                                   | 6月                                   | 7月                                   | 8月                                   | 9月                                   | 10月                                  | 11月                                  | 12月                                  | 年                                    |
| ------------------------------------- | ------------------------------------- | ------------------------------------- | ------------------------------------- | ------------------------------------- | ------------------------------------- | ------------------------------------- | ------------------------------------- | ------------------------------------- | ------------------------------------- | ------------------------------------- | ------------------------------------- | ------------------------------------- | ------------------------------------- |
| 平均最高気温 °F （°C）                | 71.4 (21.9)                           | 73.6 (23.1)                           | 76.8 (24.9)                           | 80.4 (26.9)                           | 85.1 (29.5)                           | 88.6 (31.4)                           | 90.0 (32.2)                           | 89.7 (32.1)                           | 87.7 (30.9)                           | 83.5 (28.6)                           | 78.1 (25.6)                           | 73.2 (22.9)                           | 81.5 (27.5)                           |
| 平均最低気温 °F （°C）                | 50.5 (10.3)                           | 53.3 (11.8)                           | 56.9 (13.8)                           | 61.0 (16.1)                           | 67.7 (19.8)                           | 72.1 (22.3)                           | 73.1 (22.8)                           | 73.6 (23.1)                           | 73.2 (22.9)                           | 68.3 (20.2)                           | 60.4 (15.8)                           | 53.8 (12.1)                           | 63.7 (17.6)                           |
| 降水量 inch （mm）                    | 2.22 (56.4)                           | 2.38 (60.5)                           | 3.21 (81.5)                           | 2.06 (52.3)                           | 3.16 (80.3)                           | 6.43 (163.3)                          | 5.73 (145.5)                          | 7.18 (182.4)                          | 7.05 (179.1)                          | 4.89 (124.2)                          | 2.93 (74.4)                           | 2.36 (59.9)                           | 49.59 (1,259.6)                       |
| 平均降水日数 （≥0.01 in）             | 7.4                                   | 7.5                                   | 7.8                                   | 5.9                                   | 7.4                                   | 12.7                                  | 12.2                                  | 14.2                                  | 13.6                                  | 10.8                                  | 8.4                                   | 8.0                                   | 115.9                                 |
| 出典：NOAA                            |                                       |                                       |                                       |                                       |                                       |                                       |                                       |                                       |                                       |                                       |                                       |                                       |                                       |

### 植物相
メルボルンより南にある地域で典型的な熱帯植物（ココナツヤシ、ロイヤルヤシ、クリスマスヤシ、バナナ）が市内でも生育するが、不定期に起こる氷結で損傷を受けたり枯死することもある。

### 環境
フロリダ州環境保護省が、メルボルン市と接するインディアン川ラグーンの汚染を減らすよう命令してきた。市域の約80%はこのラグーンの方向に排水している。市は窒素で約20トン、硫黄で約6トンの流出を減らす必要がある。洪水や嵐の警報が出ている場合には肥料の使用を禁じることで応えた。

## 人口動態
| 世帯と家族（対世帯数） - 世帯数: 38,955 世帯 - 18歳未満の子供がいる: 24.0% - 結婚・同居している夫婦: 44.0% - 未婚・離婚・死別女性が世帯主: 11.5% - 非家族世帯: 40.7% - 単身世帯: 32.9% - 65歳以上の老人1人暮らし: 13.3% - 平均構成人数 - 世帯: 2.22人 - 家族: 2.82人 | 年齢別人口構成 - 18歳未満: 20.7% - 18-24歳: 9.3% - 25-44歳: 28.4% - 45-64歳: 21.9% - 65歳以上: 19.7% - 年齢の中央値: 40歳 - 性比（女性100人あたり男性の人口） - 総人口: 94.3 - 18歳以上: 91.1 | 収入と家計 - 収入の中央値 - 世帯: 34,571米ドル - 家族: 42,760米ドル - 性別 - 男性: 32,242米ドル - 女性: 22,419米ドル - 人口1人あたり収入: 19,175米ドル - 貧困線以下 - 対人口: 11.5% - 対家族数: 8.6% - 18歳未満: 15.4% - 65歳以上: 8.5% |

### 言語
2000年時点で、住民の90.39%が第一言語として英語を話し、4.69%がスペイン語、0.84%がフランス語、0.73%がドイツ語、0.55%がアラビア語を話していた。全体で9.60%は英語以外の言語を話していた。

## 市政府

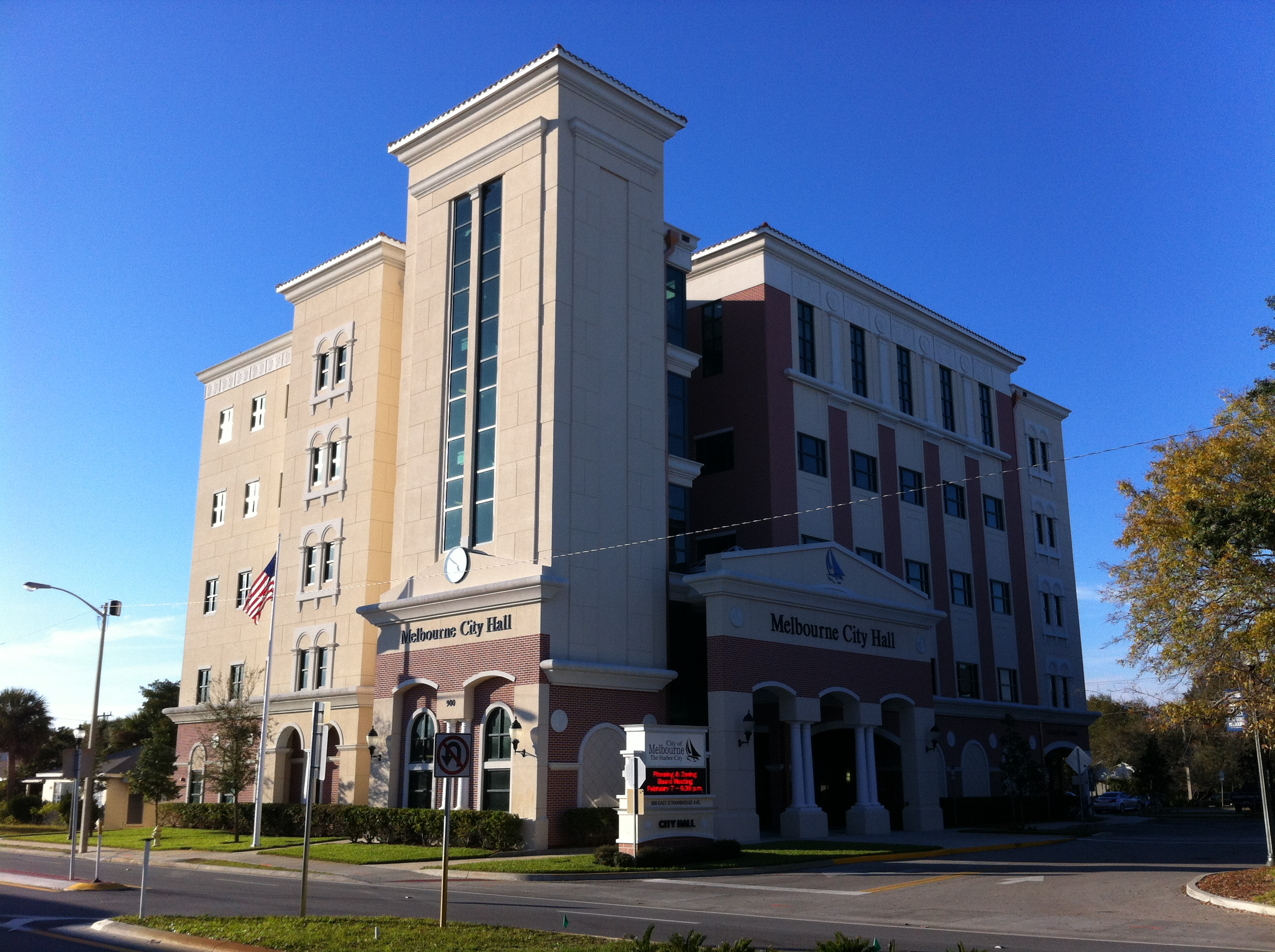
メルボルン市役所

メルボルンの市政委員会は、市長1人と、6人の委員（地区代表）で構成されている。この市政委員会と市マネジャーを組み合わせた政府形態を採用している。市長および市政委員の任期は4年間であり、2年毎に半数が改選されている。
1998年にバブコック通り再開発地区を創設し、バブコック通りのアメリカ国道1号線から同192号線の間の再開発を加速させている。2005年に218戸のアパートが建設されたのが最新の動きである。
オーガリー中心街のリバーフロント地区も再活性化しようとしている。
このために2012年から2013年の会計年度では1億6,530万ドルの予算が割り当てられた。
2007年、市内に課税可能な資産は49億6千万ドルあった。
2011年の調査で市雇員の恩給基金率は190%と高かった。消防と警察の雇員の恩給計画には低い率が望まれている。
2009年、市職員は常勤870人、パートタイム職員176人がいた。

### 公衆安全
2010年、市は警官170人を雇用しており、そのうち140人は組合員だった。管理上の目的でパトロールを行う区域を10に分けている。
2009年の調査では、犯罪統計で対象400都市のうち悪い方から84位になっていた。犯罪には殺人、強姦、強盗、加重暴行、夜盗、自動車泥棒が含まれている。
2009年、ハロウィーンの街頭パーティは中心街のレストランが後援し、推計で8,000人ないし10,000人の客を集めたが、これで中心街は麻痺した。公衆安全の問題が解決するまで街頭パーティは規制されることになった。

## 経済

### 工業
メルボルン国際空港が市の中心近くにある。市内には防衛産業があり、ハイテク労働者が集中している。下記の企業が市内で操業している。
- DRS テクノロジーズ、2009年の従業員数910人。別の資料では2009年で1,800人、2010年で1,300人となっている[33]
- ゼネラル・エレクトリック、輸送システムとエネルギー・マネジメント
- ハリス・コーポレーション（本社を含む）
- ノースロップ・グラマン 2009年の従業員数1,640人
- ロックウェル・コリンズ 2009年の従業員数1,430人
- エンブラエル、2011年2月にメルボルン国際空港で床面積89,000平方フィート (8,300 m2) のハンガーと管理事務所を完成させた[34]
- ライブTV、本社がある[35]

### 労働力
2007年メルボルン市の平均労働力は39,391人だった。その中で37,708人は就職し、1,683人は失業中、失業率は4.3%だった。

### 住宅
2008年、263戸の住宅に対して259件の建設許可が降りた。2007年には320戸に対して209件、2006年には512戸に対して329件だった。
2007年住宅価格中央値は215,000ドルだった。
2005年5月、メルボルン・タイタスビル・パームベイ地域は、2003年から2004年の住宅価格上昇率で上位20傑に入っていた。

### 競争力
2009年、雑誌「フォーブス」は、入手可能な住宅価格と通勤時間の短さで、国内100の都市圏では18位、フロリダ州8の都市圏では第1位にこの都市圏を挙げた。

### 小売業
市内には中心街事業地区が2つある。これはオーガリーとメルボルン両市が合併した結果である。
- オーガリー中心街芸術地区
- 歴史的メルボルン中心街 - 4ブロックの中に26の飲食店がある[40]

メルボルン・スクエアはアメリカ国道192号線沿い、中心街の西にあり、ブレバード郡では最大のショッピング地域である。

### 医療
地域には4つの病院、高齢者用デイケア、ホスピス、ウォークイン、緊急治療施設がある。ホームズ地域医療センター、ベストホフ医療センターメルボルン・キャンパス、キンドレッド病院があり、キンドレッドは急患を受け付けない。2011年5月にビエラ病院が開設された。

### 観光
市内にはゴルフコースが2つある。2009年から2010年には年間96,477人がプレイした。収入は2,207,502米ドルだった。この数字は2006年から低下している。2011年市は住民と非住民に対して1ラウンド27ドルあるいは年間522ドルに値上げした。
毎月ある「フライデイ・フェスト」には3,000人が集まり、55の屋台が出ている。

## 芸術と文化

### 毎年の文化行事
- メルボルン独立系映画制作者祭、毎年11月初旬に開催され、新しい映画制作者に会場を提供している
- メルボルン地域パイロット協会が、9月にメルボルン国際空港でジェネラル・アビエーションデイを開催している
- 毎年2月8月にインディアフェストとインドの日が開催されている
- 4月に開催されるメルボルン芸術祭には5万人ないし6万人の観衆が集まる[44]
- 毎年10月に2日間にわたって行われるメルボルン・メインストリート秋祭りには3万人が集まる[43]
- メルボルン・オクトーバーフェストは、1977年以来毎年10月に開催されている[45]。最近ではウィッカム公園パビリオンで開催された
- キリスト教会が1990年から「バイブル・オン・パレード」を開催している。参加する教会は聖書を取り上げており、2011年の広報担当者はアメリカでもこの種の催しはこれしかないと言っている[46]

### 博物館と見どころ

#### 歴史的史跡

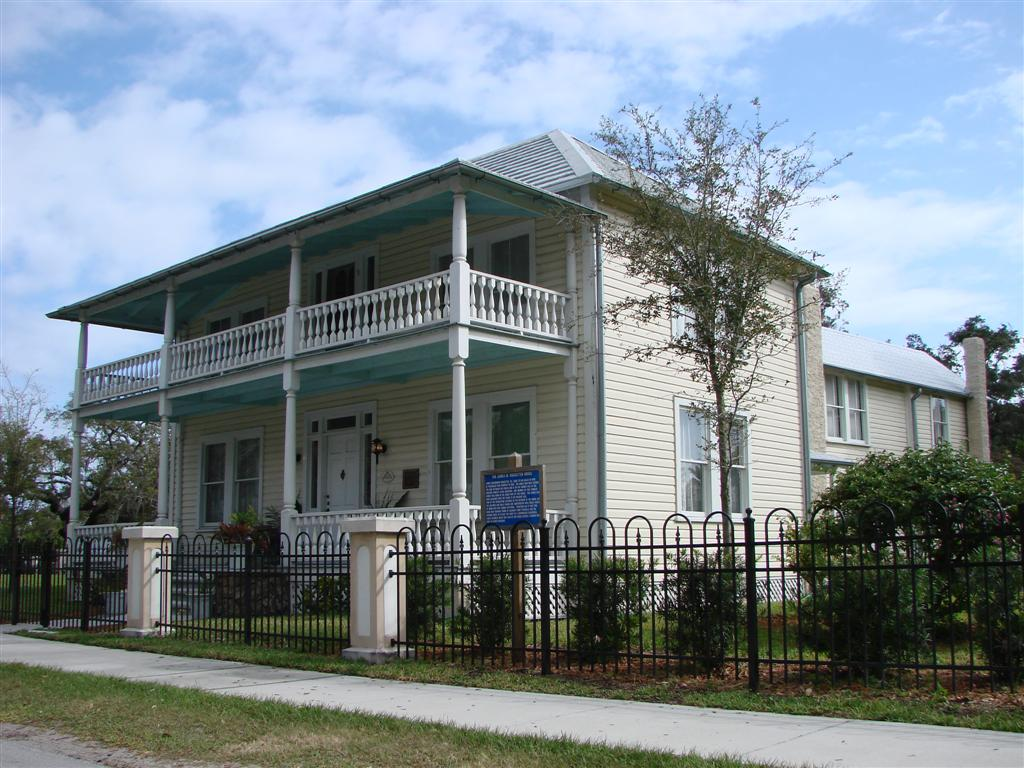
ロセッター邸

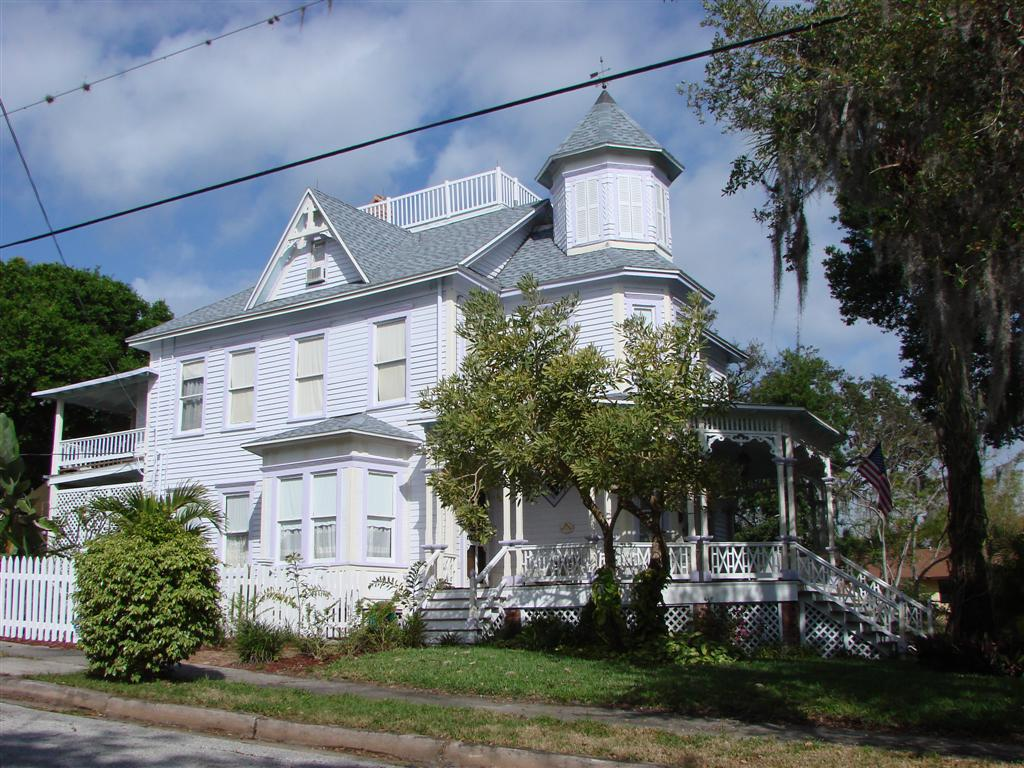
グリーソン邸

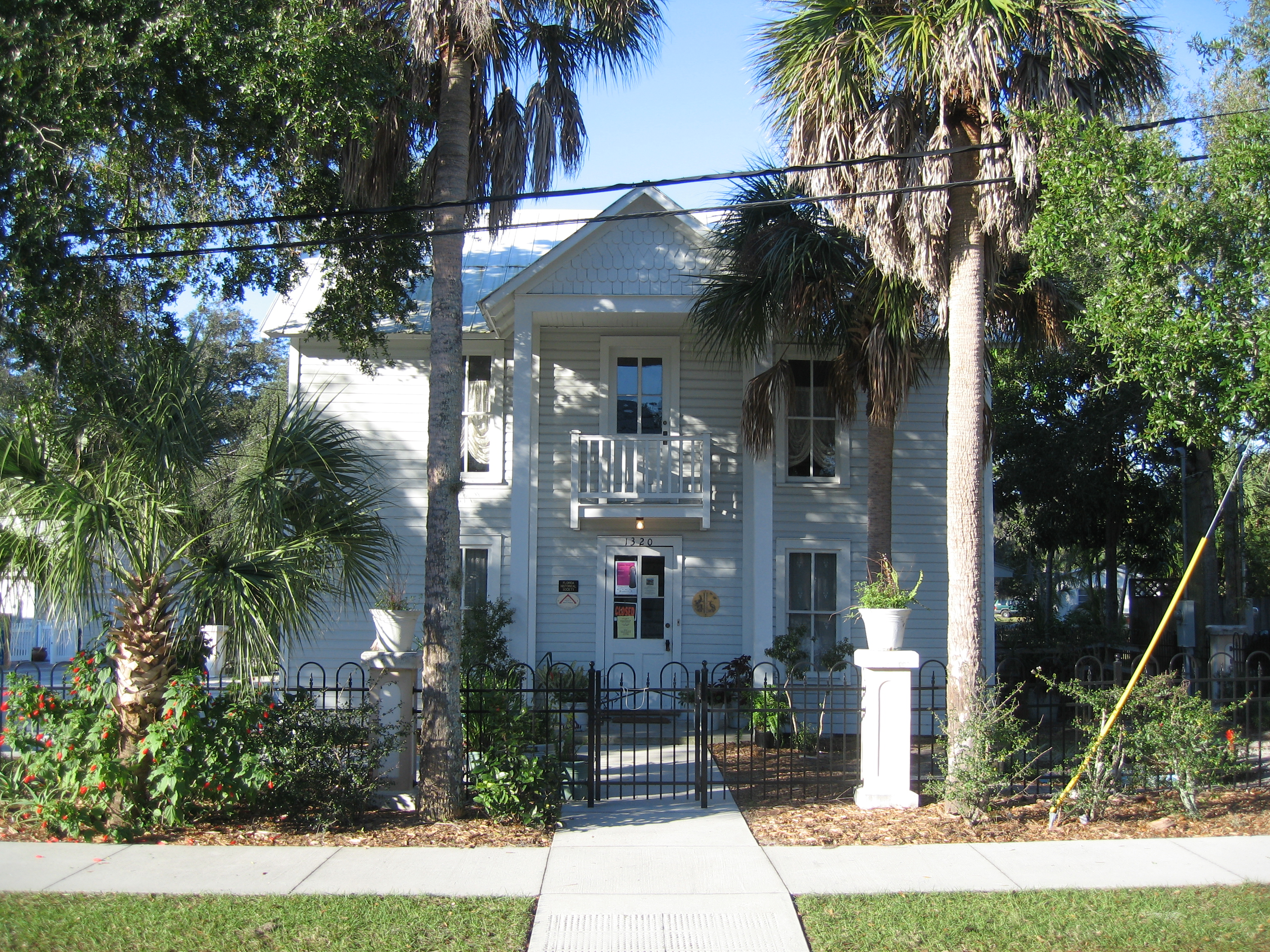
ローシュ邸

市内にはアメリカ合衆国国家歴史登録財に指定されている場所が3か所ある。
- フロリダ電力照明会社製氷工場（1927年建設）ハーバーシティ・ブールバード南1604にある
- ウィリアム・H・グリーソン邸、パイナップル・アベニュー1736
- ジェイムズ・ワーズワース・ロセッター邸（1860年代）、ハイランド・アベニュー1320

以下も歴史ある場所である
- ヘネガー・センター（1919年建設）、ニューヘイブン・アベニュー東625
- ホリー・トリニティ・エピスコパル教会（1886年建設）、ストローブリッジ・アベニュー西50
- メルボルン・ボーンベッド（英語版）、クレーン・クリーク
- ナニー・リー邸、ストローベリー館（1905年建設）、ニューヘイブン・アベニュー東1218
- ローシュ邸（1901年頃建設）ハイランド・アベニュー1320
- ウィンチェスター・シンフォニー・ハウス（1890年代建設）、ハイランド・アベニュー1500

#### 博物館
- フーサナー美術館、ハイランド・アベニュー1463
- 歴史あるロセッター邸博物館、ハイランド・アベニュー1320
- 自由の鐘記念博物館、ヒッコリー通り1601

### 芸能

#### グループ
- ブレバード交響楽団
- メルボルン市鼓笛隊

#### 会場
- ヘネガー芸術センター
- マクスウェル・C・キング芸能センター
- メルボルン公会堂。ハイビスカス・ブールバード

## スポーツ
1996年アトランタオリンピックでは、聖火リレーの公式後援都市となった。
フラグ・フットボールやアルティメイト・フリスビーの男女成人および青年スポーツの催しがある。

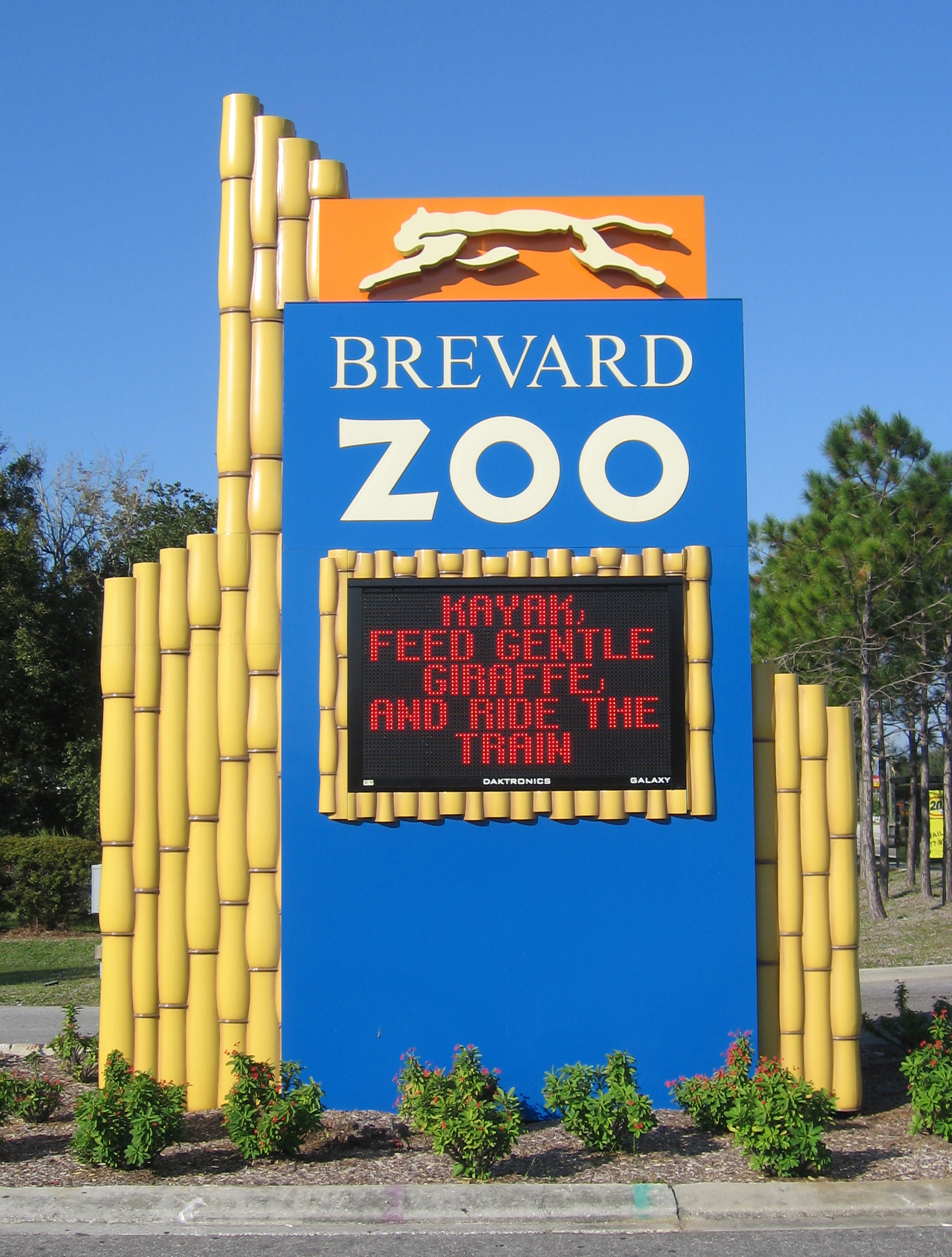
ブレバード動物園

## 公園、レクリエーション、アトラクション
メルボルン市内には、17のコミュニティ公園、13の地区公園、5の小さな市民公園を含め、総面積554.72エーカー (2.2 km2) 以上の公園用地がある
- ブレバード動物園
- ウィッカム公園

## 教育
25歳以上の住民の88.5%は高校卒以上の学歴がある。同じく25.7%は大学卒以上である。
公立学校はブレバード郡教育学区が運営している。小学校は私立を含めて17校、中学校は同じく10校、高校は公立6校、私立5校がある。

### 高等教育機関
- 東フロリダ州立カレッジ
- フロリダ工科大学
- フロリダ州立大学サテライトキャンパス
- セントラルフロリダ大学地域キャンパス
- カイザー大学メルボルン校[54]
- エベレスト大学[55]

### 成人教育
- パームベイ・ハイ先人地域社会教育
- 南部地域成人センター

## メディア

### 印刷物
- 「フロリダ・トゥデイ」 - スペースコーストと中央フロリダ
- 「ザ・クリムゾン」[56] - フロリダ工科大学の学生が運営する新聞

### ラジオとテレビ
ラジオはメルボルン・タイタスビル・ココア・ラジオ市場に入っている。
テレビではオーランド・テレビ市場に入っている。ケーブルテレビはブライトハウス・ネットワークスが提供している。

## 交通

### 空港

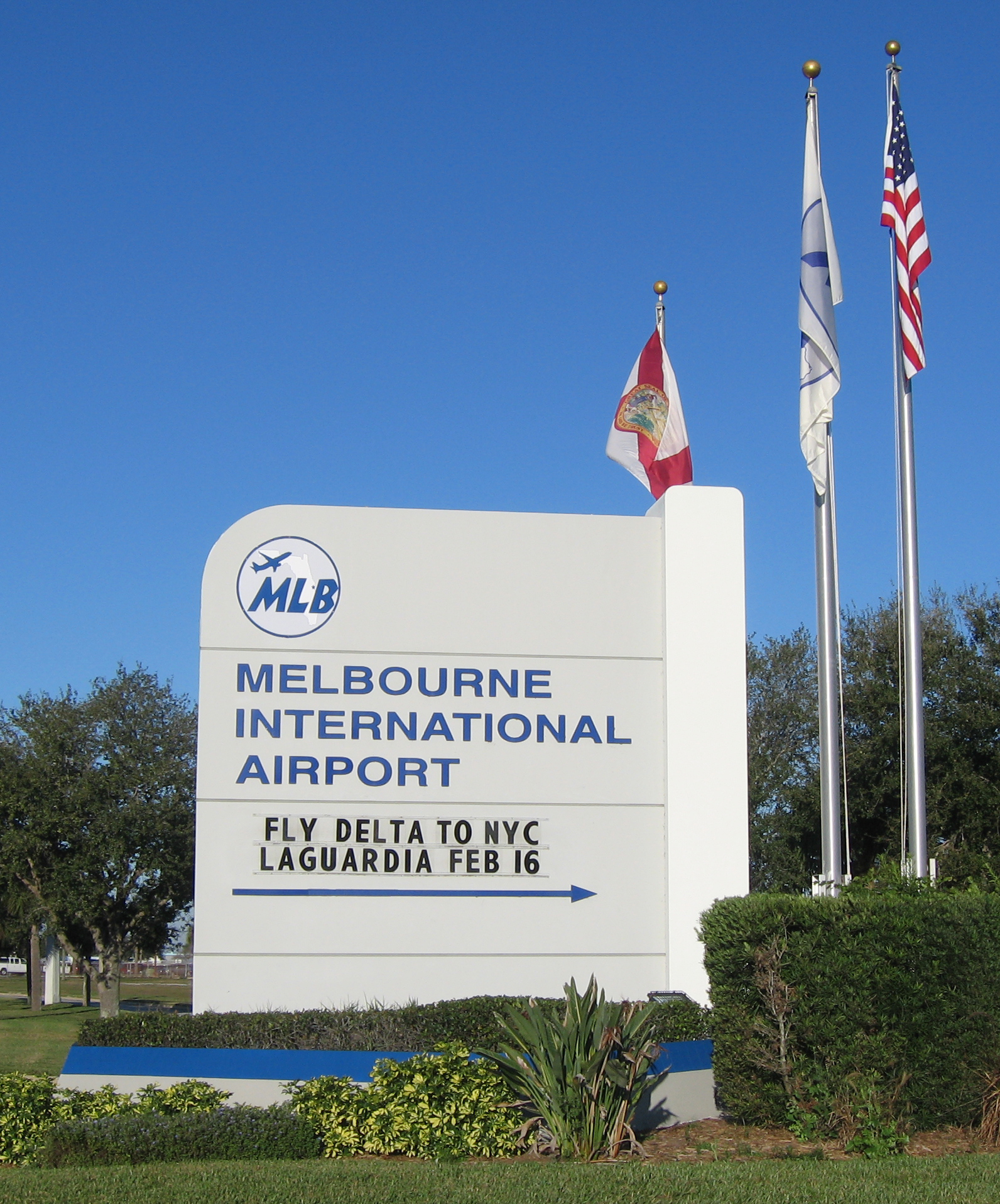
メルボルン国際空港

メルボルン国際空港はダウンタウンの3km北西にある。デルタ航空のアトランタ国際空港行の利用が多い。

### 道路
市内には総延長480kmの道路がある。毎年5％、24kmを舗装している。2013年には半分を舗装できることになる。
現在の南東部、旧市街の道路は南北方向の道路であるバブコック道路を向いており、そこから東と西に分けられる、同様にブレバード・ドライブから北と南に分けられている。
- アメリカ国道1号線 - 市内ではハーバーシティ・ブールバード、市の東側を流れるインディアン川に並行している。市内の大半では6車線ある。3本の土手道で海浜にアクセスできる
- アメリカ国道192号線 - 市内ではニューヘイブン・アベニューとストローブリッジ・アベニュー。市内の商業、娯楽、小売り地区を通る。
- 州間高速道路95号線 - 市内では6車線。出口は2か所。ピネダ土手道の拡張にあわせ新しいインターチェンジを建設中
- フロリダ州道A1A号線 - 海浜沿いに走りブレバード郡内の他所と繋ぐ
- フロリダ州道507号線 - バブコック道路
- フロリダ州道404号線 - ピネダ土手道
- フロリダ州道508号線 - NASA ブールバード
- フロリダ州道518号線 - オーガリー・ブールバード
- ブレバード郡道509号線 - ウィッカム/ミントン道路、ウィークデイには際だし38,680台が利用、平均は 33,850台[58]
- ブレバード郡道511号線 - ジョン・ローズ・ブールバード/オーロラ道路

### 鉄道

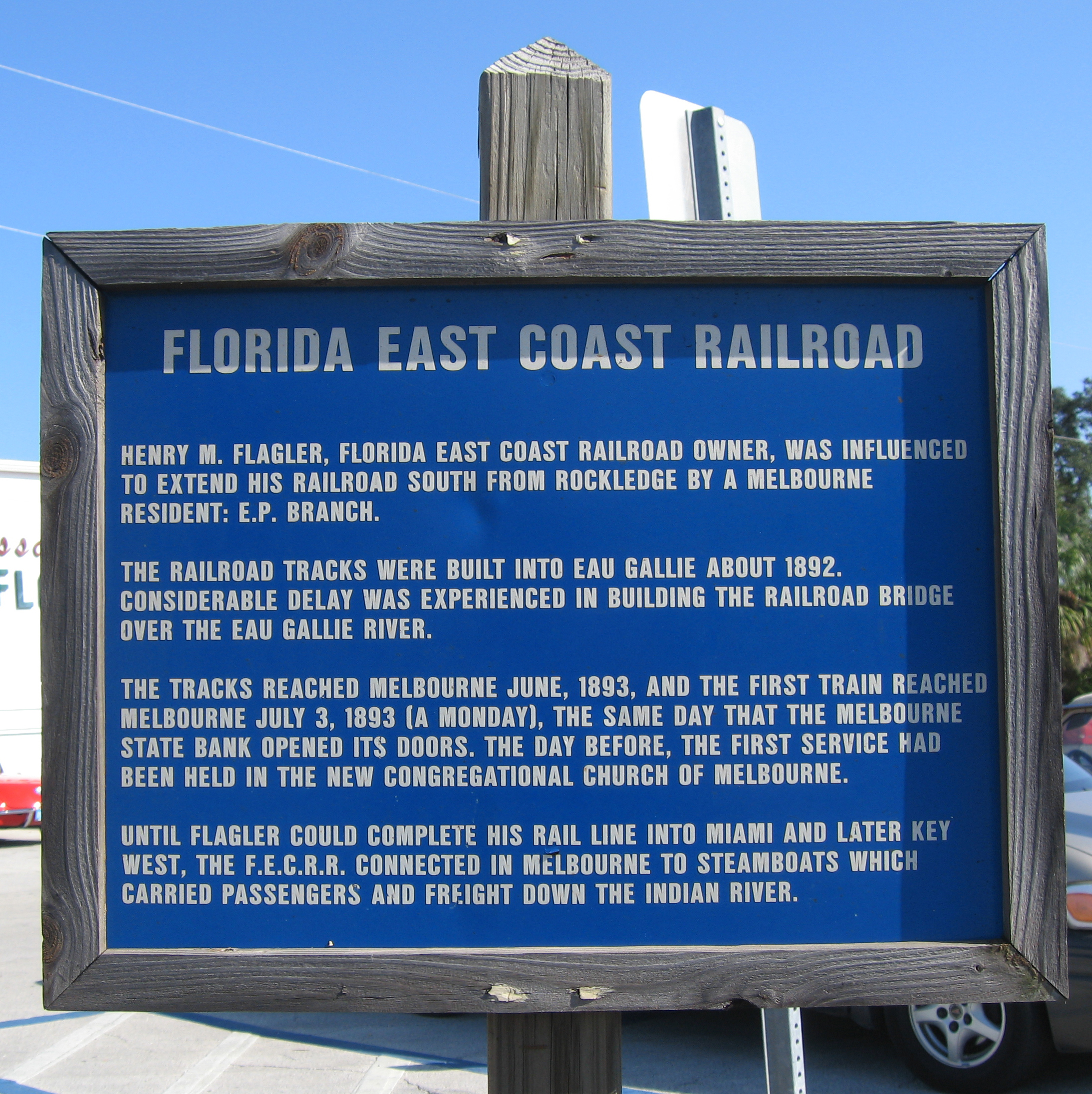
歴史標識

ユニオン・サイプレス・カンパニー鉄道が、1900年代初期にメルボルン市南部を東西に走っていた。ホプキンスの工場町が、現在のミル通りとメインストリートの近くにあった。
フロリダ東海岸鉄道がメルボルン市内ではアメリカ国道1号線の西を南北に通っている。

### バス
- スペースコースト地域交通が市内と近郷で公共バス便を運行している。市は2路線を下請けしており、住民は無料で利用できる[59]。
- グレイハウンドが市内に停留所を置いている[60]

## 公共事業

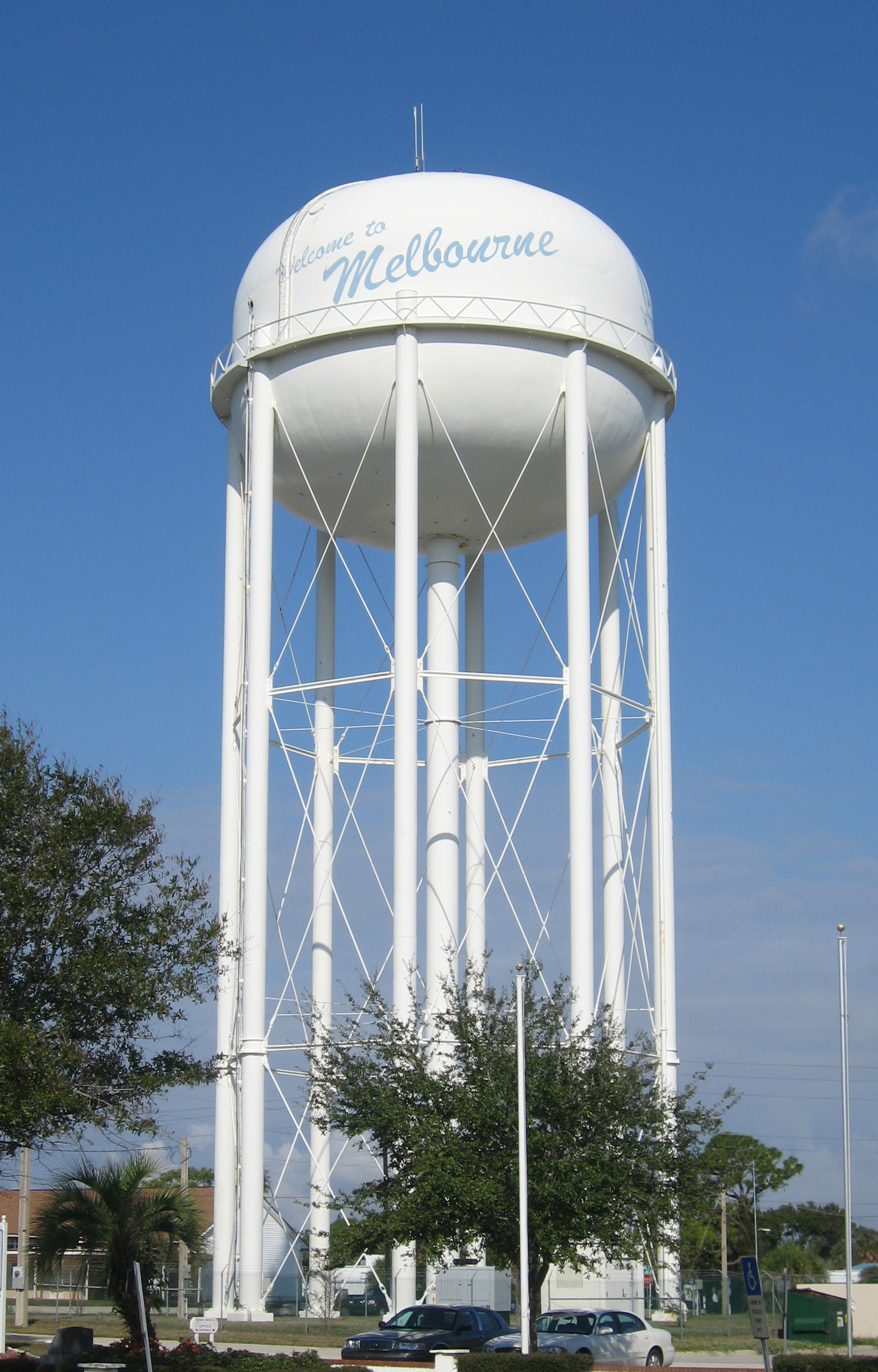
メルボルン給水塔

電力はフロリダ電力照明が供給している。ガスはフロリダ・シティガスが供給している。
ケーブルテレビはブライトハウス・ネットワークスが提供している。
昔からの地上電話は主にAT&Tが提供し、ケーブル利用者はブライトハウス・ネットワークスのデジタル電話を利用している。
インターネットサービスは56kbit/sのプロバイダーからAT&T（元はベルサウス）・ファストアクセスDSL、ブライトハウス・ネットワークスのケーブルインターネットまである。光ファイバーネットワークは主に企業用に使われ、家庭用には統合されていない。
上水道局はメルボルン市内ばかりでなく、周辺のメルボルンビーチ、インディアランティック、インディアンハーバービーチ、サテライトビーチ、パームショアーズ、メルボルンビレッジ、さらにブレバード郡の一部にも上水を供給している。上水の卸売りはウェストメルボルンに対して行われている。配水総面積は約100平方マイル (259 km2) に及んでいる。上水処理場2か所はワシントン湖と深い井戸から水を取り入れ、1日2,500万ガロン (95,000 kl) の飲料水を処理している。この水はクロラミンとオゾンで処理される。2003年、水処理費は上水で1,000ガロン当たり2.27ドル、下水で1,000ガロン当たり4.47ドルだった。
生活ゴミの除去とリサイクルは、メルボルン市環境コミュニティ・アウトリーチ事業部の一部であるソリッド・ウェイスト・マネジメントが扱っている。

## 著名な出身者
- セシル・フィルダー、メジャーリーグベースボール選手
- プリンス・フィルダー、メジャーリーグベースボール選手、セシル・フィルダーの息子、オーガリー高校に通った
- ディーボン・ヒューズ、プロレスラー、TNAではブラザー・ディーボンで知られる
- ジェフ・レット、ポップ・パンクバンドカルテルのベース奏者、メルボルン生まれ
- ジム・モリソン、ロックバンド、ドアーズのリードボーカル、メルボルン生まれ
- ビル・ネルソン、フロリダ州選出アメリカ合衆国上院議員、1960年メルボルン高校卒[65][要出典]
- ジェイミー・ハワード、プロレスラー[66]
- ハンス・フォン・オハイン、ジェットエンジンを最初に開発した一人、メルボルンに引退し死んだ
- ウィル・パデュー、NBAバスケットボール選手、シカゴ・ブルズ、メルボルン生まれ[67]
- ケイト・アプトン、モデル、 「スポーツ・イラストレイテッド」2012年水着特集号カバーガール
- ティム・ウェイクフィールド、メジャーリーグベースボール選手、ボストン・レッドソックス、メルボルン生まれ
- ラリー・ウルフ、メジャーリーグベースボール選手、ボストン・レッドソックス、メルボルン生まれ